# Charles Bradley (cầu thủ bóng đá)
Charles Bradley (15 tháng 5 năm 1922 – 23 tháng 7 năm 1984), hay Charlie Bradley, là một cầu thủ bóng đá người Anh thi đấu ở vị trí tiền đạo tầm xa ở Football League cho York City, ở Bóng đá non-league cho York Railway Institute và Scarborough, và thi đấu bóng đá thời chiến cho York.